# کوری آدای
کوری آدای (انگلیسی: Corey Addai؛ زادهٔ ۱۰ اکتبر ۱۹۹۷) بازیکن فوتبال است.